# Ucens
|  | No s'ha de confondre amb Icens. |

Els ucens (en llatí Uceni) eren un poble gal de la Gàl·lia Narbonense, esmentat per Plini el Vell a la lectura que fa de les inscripcions al Trofeu dels Alps, i diu que vivien als Alps, entre els medul·les i els caturiges. La seva situació no està determinada, i mentre uns els situen a la comarca d'Oesen, altres ho fan a la d'Oze o prop d'Ueis, però sempre a la dreta del riu Romanche, afluent del Drac al seu torn afluent de l'Isèra.